# Балка Золота
Балка Золота (рос. Бал. Золотая, б. Гаврилова) — балка (річка) в Україні у Нововоронцовському районі Херсонської області. Права притока Дніпра (басейн Дніпра).

## Опис
Довжина балки приблизно 6,14 км, найкоротша відстань між витоком і гирлом — 4,85  км, коефіцієнт звивистості річки — 1,27 . Формується багатьма балками, одна з яких балка Чупісова (рос. Б. Чуписова).

## Розташування
Бере початок на південно-східній стороні від села Хрещенівки. Тече переважно на південний схід і на південно-східній околиці села Золота Балка впадає у річку Дніпро (Каховське водосховище).

## Цікаві факти
- На західній сторні від витоку на відсчтані приблизно 2,30 км пролягає автошлях Т 0403 (автомобільний шлях територіального значення у Дніпропетровській та Херсонській областях. Пролягає територією Апостолівського, Нововоронцовського та Бериславського районів через Мар'янське — Нововоронцовку — Берислав. Загальна довжина — 98,8 км.).
- У минулому столітті навколо балки існувало багато водокачок[2].